# All-Ireland Senior Football Championship 1939
L'All-Ireland Senior Football Championship 1939 fu l'edizione numero 53 del principale torneo di calcio gaelico irlandese. Kerry batté in finale Meath ottenendo il tredicesimo trionfo della sua storia.

## Semifinali
| Dublino 13 agosto 1939 | Kerry | 0-04 – 0-04 | Mayo | Croke Park |

| Dublino 20 agosto 1939 | Meath | 1-09 – 1-01 | Cavan | Croke Park |

| Dublino 10 settembre 1939 | Kerry | 3-08 – 1-04 | Mayo | Croke Park |

### Finale
| Dublino 24 settembre 1939, ore 15:30 BST | Kerry | 2-05 – 2-03 | Meath | Croke Park (46828 spett.) |